# Cagliari Dinamo Academy
O Cagliari Dinamo Academy é um clube de basquetebol baseado em Cagliari, Itália que atualmente disputa a Série A2. Manda seus jogos no PalaPirastu com capacidade para 2.286 espectadores.

## Histórico de Temporadas
| Temporada | Nível | Liga     | Pos. | J     | PL | Resultado |
| --------- | ----- | -------- | ---- | ----- | -- | --------- |
| 2017-18   | 2     | Serie A2 | 12   | 14-16 |    |           |
| 2018-19   | 2     | Serie A2 | 13   | 11-19 |    |           |

fonte:eurobasket.com